# Hulugummanahalli, Chintamani
Hulugummanahalli là một làng thuộc tehsil Chintamani, huyện Chikkaballapur, bang Karnataka, Ấn Độ.